# Prvi razred 1927-1928
La Prvi razred 1927./28. (in lingua italiana prima classe 1927-28), in cirillico Први разред 1927./28., fu la nona edizione della massima divisione delle varie sottofederazioni (podsaveze) in cui era diviso il sistema calcistico del Regno dei Serbi, Croati e Sloveni.
Le vincenti accedevano al Državno prvenstvo 1928 (campionato nazionale) per designare la squadra campione.

## Sottofederazioni
```
È aumentato il numero (8) delle sottofederazioni rispetto alla 
stagione precedente
: è nata quella di Skopje.
Le tre vincitrici delle sottofederazioni di Zagabria, Belgrado e Spalato si qualificano direttamente al campionato nazionale.
[
1
]
Le seconde classificate di Zagabria e Belgrado disputano una fase preliminare contro le vincitrici di Lubiana, Osijek, Subotica e Sarajevo per altri tre posti nel campionato nazionale.
[
2
]
```

| Città    | Sottofederazione               | Al campionato nazionale | Al turno preliminare |
| -------- | ------------------------------ | ----------------------- | -------------------- |
| Lubiana  | Ljubljanski nogometni podsavez | N.D.                    | Primorje Lubiana     |
| Zagabria | Zagrebački nogometni podsavez  | Građanski Zagabria      | HAŠK Zagabria        |
| Osijek   | Osječki nogometni podsavez     | N.D.                    | Građanski Osijek     |
| Subotica | Subotički nogometni podsavez   | N.D.                    | SAND Subotica        |
| Belgrado | Beogradski loptački podsavez   | Jugoslavija             | BSK Belgrado         |
| Sarajevo | Sarajevski nogometni podsavez  | N.D.                    | SAŠK                 |
| Spalato  | Splitski nogometni podsavez    | Hajduk Spalato          | N.D.                 |
| Skopje   | Skopski loptački podsavez      | N.D.                    | N.D.                 |

### Lubiana

#### Gruppo Lubiana
| | Pos. | Squadra          | Pt | G  | V | N | P | GF | GS | QR    |
| --- | ---- | ---------------- | -- | -- | - | - | - | -- | -- | ----- |
| | 1.   | Primorje Lubiana | 18 | 10 | 9 | 0 | 1 | 46 | 6  | 7,666 |
| | 2.   | Ilirija          | 18 | 10 | 9 | 0 | 1 | 69 | 9  | 7,666 |
| | 3.   | Slovan Lubiana   | 9  | 10 | 4 | 1 | 5 | 28 | 41 | 0,682 |
| | 4.   | Hermes Lubiana   | 7  | 10 | 3 | 1 | 6 | 21 | 29 | 0,724 |
| | 5.   | Jadran Lubiana   | 7  | 10 | 3 | 1 | 6 | 15 | 59 | 0,254 |
| | 6.   | Slavija Vevče    | 1  | 10 | 0 | 1 | 9 | 8  | 43 | 0,186 |
| Primorije ed Ilirija hanno terminato a parità di punti e di quoziente-reti. È stato disputato uno spareggio il 17.05.1928, vinto dal Primorje per 2–1. |      |                  |    |    |   |   |   |    |    |       |

|          | Pri  | Ili  | Slo  | Her  | Jad  | Sla  |
| -------- | ---- | ---- | ---- | ---- | ---- | ---- |
| Primorje | –––– | 2-1  | 13-0 | 3-1  | 4-0  | 3-0  |
| Ilirija  | 4-0  | –––– | 11-1 | 9-1  | 6-0  | 6-1  |
| Slovan   | 0-3  | 1-4  | –––– | 3-2  | 1-1  | 7-2  |
| Hermes   | 0-3  | 1-2  | 1-1  | –––– | 4-2  | 3-1  |
| Jadran   | 0-12 | 1-19 | 5-3  | 3-2  | –––– | 1-0  |
| Slavija  | 0-3  | 1-7  | 0-5  | 1-6  | 1-1  | –––– |

#### Gruppo Celje
| Partita                          | And | Rit. |
| -------------------------------- | --- | ---- |
| SEMIFINALI                       |     |      |
| Athletik Celje – Celje           | 6–1 | 3–0  |
| Trbovlje SK – Amater Trbovlje    | 1–3 | 0–3  |
| FINALE                           |     |      |
| Amater Trbovlje – Athletik Celje | 1–4 | 3–6  |
| Fonte: exyufudbal                |     |      |

#### Gruppo Maribor
|  | Pos. | Squadra            | Pt | G | V | N | P | GF | GS | QR     |
|  | ---- | ------------------ | -- | - | - | - | - | -- | -- | ------ |
|  | 1.   | 1.SŠK Maribor      | 16 | 8 | 8 | 0 | 0 | 40 | 2  | 20,000 |
|  | 2.   | Rapid Marburg      | 12 | 8 | 6 | 0 | 2 | 24 | 6  | 4,000  |
|  | 3.   | Ptuj               | 5  | 8 | 2 | 1 | 5 | 14 | 40 | 0,350  |
|  | 4.   | Železničar Maribor | 4  | 8 | 2 | 0 | 6 | 16 | 26 | 0,615  |
|  | 5.   | Svoboda Maribor    | 3  | 8 | 1 | 1 | 6 | 7  | 27 | 0,259  |
|  |      | Merkur Maribor     |    |   |   |   |   |    |    |        |

|            | Mar  | Rap  | Ptu  | Žel  | Svo  | Mer  |
| ---------- | ---- | ---- | ---- | ---- | ---- | ---- |
| Maribor    | –––– | 1-0  | 3-0  | 3-0  | 7-0  | 5-0  |
| Rapid      | 0-3  | –––– | 3-0  | 3-0  | 5-0  | 11-1 |
| Ptuj       | 1-13 | 1-8  | –––– | 4-2  | 2-1  | 2-1  |
| Železničar | 1-4  | 1-2  | 9-5  | –––– | 3-1  | 3-1  |
| Svoboda    | 0-6  | 0-3  | 1-1  | 4-0  | –––– | 2-0  |
| Merkur     | n.d. | n.d. | n.d. | n.d. | n.d. | –––– |

#### Finali
| Data                      | Partita                          | Ris. |
| ------------------------- | -------------------------------- | ---- |
| SEMIFINALI                |                                  |      |
| 29.04.1928                | 1.SŠK Maribor – Athletik Celje   | 3–0  |
| Primorje Lubiana esentata |                                  |      |
| FINALE                    |                                  |      |
| 27.05.1928                | Primorje Lubiana – 1.SŠK Maribor | 2–1  |
| Fonte: exyufudbal         |                                  |      |

### Zagabria
|                   | Pos. | Squadra              | Pt | G  | V  | N | P | GF | GS | QR    |
| ----------------- | ---- | -------------------- | -- | -- | -- | - | - | -- | -- | ----- |
|                   | 1.   | Građanski Zagabria   | 21 | 12 | 10 | 1 | 1 | 52 | 17 | 3,058 |
|                   | 2.   | HAŠK Zagabria        | 18 | 12 | 9  | 0 | 3 | 35 | 13 | 2,692 |
|                   | 3.   | Concordia Zagabria   | 13 | 12 | 6  | 1 | 5 | 23 | 24 | 0,958 |
|                   | 4.   | Croatia Zagabria     | 12 | 12 | 4  | 4 | 4 | 22 | 22 | 1,000 |
|                   | 5.   | Viktorija Zagabria   | 10 | 12 | 4  | 2 | 6 | 23 | 24 | 0,958 |
|                   | 6.   | Željezničar Zagabria | 7  | 12 | 2  | 3 | 7 | 15 | 28 | 0,535 |
|                   | 7.   | Derby Zagabria       | 3  | 12 | 0  | 3 | 9 | 8  | 39 | 0,205 |
| Fonte: exyufudbal |      |                      |    |    |    |   |   |    |    |       |

|                   | Gra  | HAŠ  | Con  | Cro  | Vik  | Žel  | Der  |
| ----------------- | ---- | ---- | ---- | ---- | ---- | ---- | ---- |
| Građanski         | –––– | 3-0  | 2-1  | 3-3  | 5-3  | 5-3  | 6-0  |
| HAŠK              | 3-2  | –––– | 8-0  | 3-0  | 3-1  | 3-0  | 2-1  |
| Concordia         | 1-2  | 3-2  | –––– | 4-1  | 2-0  | 4-1  | 2-1  |
| Croatia           | 2-3  | 0-4  | 2-0  | –––– | 4-0  | 1-1  | 3-0  |
| Viktorija         | 1-7  | 3-1  | 3-2  | 1-1  | –––– | 3-2  | 2-2  |
| Željezničar       | 0-2  | 0-4  | 1-3  | 2-2  | 3-2  | –––– | 0-0  |
| Derby             | 0-12 | 0-2  | 1-1  | 1-3  | 2-4  | 0-2  | –––– |
| Fonte: exyufudbal |      |      |      |      |      |      |      |

### Osijek
```
Le vincenti del "gruppo città" e del "gruppo provincia" si contendono il passaggio alle qualificazioni per il 
Državno prvenstvo 1928
.
```

#### Città
|  | Pos. | Squadra          | Pt | G  | V | N | P | GF | GS | QR    |
|  | ---- | ---------------- | -- | -- | - | - | - | -- | -- | ----- |
|  | 1.   | Građanski Osijek | 15 | 10 | 7 | 1 | 2 | 52 | 12 | 4,333 |
|  | 2.   | Sloga Osijek     | 15 | 10 | 7 | 1 | 2 | 18 | 10 | 1,800 |
|  | 3.   | Hajduk Osijek    | 11 | 10 | 5 | 1 | 4 | 17 | 15 | 1,133 |
|  | 4.   | Slavija Osijek   | 10 | 10 | 5 | 0 | 5 | 33 | 18 | 1,833 |
|  | 5.   | Grafičar Osijek  | 5  | 10 | 1 | 3 | 6 | 10 | 39 | 0,256 |
|  | 6.   | Olimpija Osijek  | 4  | 10 | 1 | 2 | 7 | 13 | 49 | 0,265 |

|           | Gra  | Slo  | Haj  | Sla  | Gra  | Oli  |
| --------- | ---- | ---- | ---- | ---- | ---- | ---- |
| Građanski | –––– | 0-1  | 0-1  | 3-0  | 3-1  | 12-1 |
| Sloga     | ?    | –––– | 3-0  | 2-5  | 4-0  | 2-1  |
| Hajduk    | 2-2  | 0-1  | –––– | 2-1  | 2-3  | 2-4  |
| Slavija   | 1-3  | 1-2  | 1-3  | –––– | 5-1  | 10-0 |
| Grafičar  | 1-15 | 0-0  | ?    | 1-6  | –––– | 2-2  |
| Olimpija  | 3-11 | 0-2  | 0-4  | 1-3  | 0-3  | –––– |

#### Provincia
| Data                 | Partita                                     | Ris. |
| -------------------- | ------------------------------------------- | ---- |
| PRIMO TURNO          |                                             |      |
| 05.02.1928           | Graničar Županja – Sloga Vinkovci           | 0–3  |
| 05.02.1928           | Certissa Đakovo – Cibalia                   | 2–1  |
| 05.02.1928           | Jadran Virovitica – Taninpila Đurđenovac    | 1–6  |
| 05.02.1928           | Proleter Đurđenovac – Krndija Našice        | 3–0  |
| 05.02.1928           | BŠK Belišće – Jovalija Valpovo              | 2–0  |
| 05.02.1928           | Baranja Darda – Šparta Beli Manastir        | 1–2  |
| 12.02.1928           | DMSK Donji Miholjac – Sloga Donji Miholjac  | 1–2  |
| SECONDO TURNO        |                                             |      |
| 19.02.1928           | Certissa Đakovo – Sloga Vinkovci            | 2–5  |
| 19.02.1928           | Taninpila Đurđenovac – Proleter Đurđenovac  | 6–0  |
| 19.02.1928           | BŠK Belišće – Šparta Beli Manastir          | 1–2  |
| SEMIFINALI           |                                             |      |
| 04.03.1928           | Sloga Vinkovci – Šparta Beli Manastir       | 2–0  |
| 11.03.1928           | Taninpila Đurđenovac – Sloga Donji Miholjac | 12–0 |
| FINALE PROVINCIALE   |                                             |      |
| 01.04.1928           | Sloga Vinkovci – Taninpila Đurđenovac       | 5–1  |
| FINALE SOTTOFEDERALE |                                             |      |
| 15.04.1928           | Građanski Osijek – Sloga Vinkovci           | 10–2 |
| Fonte: exyufudbal    |                                             |      |

### Subotica
|                   | Pos. | Squadra        | Pt | G  | V  | N | P  | GF | GS | QR    |
| ----------------- | ---- | -------------- | -- | -- | -- | - | -- | -- | -- | ----- |
|                   | 1.   | SAND Subotica  | 34 | 18 | 16 | 2 | 0  | 82 | 10 | 8,200 |
|                   | 2.   | Bačka Subotica | 22 | 18 | 7  | 8 | 3  | 40 | 24 | 1,666 |
|                   | 3.   | ŽAK Subotica   | 21 | 18 | 8  | 5 | 5  | 40 | 32 | 1,250 |
|                   | 4.   | Sport Subotica | 20 | 18 | 7  | 6 | 5  | 39 | 31 | 1,258 |
|                   | 5.   | SSU Sombor     | 20 | 18 | 8  | 4 | 6  | 44 | 46 | 0,956 |
|                   | 6.   | Soko Sombor    | 18 | 18 | 8  | 2 | 8  | 25 | 31 | 0,806 |
|                   | 7.   | SMTC Subotica  | 15 | 18 | 4  | 7 | 7  | 40 | 40 | 1,000 |
|                   | 8.   | VSC Vrbas      | 14 | 18 | 5  | 4 | 9  | 32 | 36 | 0,888 |
|                   | 9.   | SAK Senta      | 10 | 18 | 3  | 4 | 11 | 21 | 54 | 0,388 |
|                   | 10.  | ŽAK Sombor     | 6  | 18 | 3  | 0 | 15 | 14 | 71 | 0,197 |
| Fonte: exyufudbal |      |                |    |    |    |   |    |    |    |       |

|                   | SAN  | Bač  | Sub  | Spo  | Som  | Sok  | SMT  | VSC  | SAK  | Som  |
| ----------------- | ---- | ---- | ---- | ---- | ---- | ---- | ---- | ---- | ---- | ---- |
| SAND              | –––– | 3-0  | ?    | 3-0  | 9-1  | 7-0  | 6-1  | 4-0  | 7-1  | 8-1  |
| Bačka             | 1-1  | –––– | 2-2  | 1-2  | 5-6  | 2-0  | 1-1  | 0-0  | 8-0  | 5-1  |
| ŽAK Subotica      | 0-4  | 1-1  | –––– | 0-2  | 1-2  | 3-2  | 3-3  | 4-1  | 3-0  | 5-1  |
| Sport             | 2-5  | 1-2  | 2-2  | –––– | 1-1  | 1-0  | 3-3  | 3-0  | 2-2  | 5-1  |
| Somborski         | 0-4  | 2-2  | 1-3  | 5-2  | –––– | 1-2  | 4-2  | 3-2  | 2-2  | 7-0  |
| Soko              | 0-3  | 0-2  | 1-0  | 2-1  | 1-1  | –––– | 2-1  | 5-0  | 4-1  | 2-1  |
| SMTC              | 0-2  | 1-2  | 3-5  | 2-2  | 5-2  | 2-2  | –––– | 1-1  | 3-0  | 7-0  |
| VSC               | 0-3  | 1-1  | 2-3  | 1-1  | 5-3  | 3-0  | 1-2  | –––– | 4-0  | 4-1  |
| SAK               | 0-5  | 2-2  | 3-0  | 0-3  | 1-2  | 1-2  | 2-2  | 3-2  | –––– | 2-1  |
| ŽAK Sombor        | 1-6  | 1-3  | 0-3  | 0-6  | 0-5  | 1-0  | 2-1  | 0-5  | 2-1  | –––– |
| Fonte: exyufudbal |      |      |      |      |      |      |      |      |      |      |

### Belgrado
|                   | Pos. | Squadra            | Pt | G  | V | N | P | GF | GS | QR    |
| ----------------- | ---- | ------------------ | -- | -- | - | - | - | -- | -- | ----- |
|                   | 1.   | Jugoslavija        | 18 | 10 | 9 | 0 | 1 | 54 | 8  | 6,750 |
|                   | 2.   | BSK Belgrado       | 18 | 10 | 9 | 0 | 1 | 42 | 10 | 4,200 |
|                   | 3.   | Jedinstvo Belgrado | 10 | 10 | 5 | 0 | 5 | 22 | 26 | 0,846 |
|                   | 4.   | Soko Belgrado      | 9  | 10 | 4 | 1 | 5 | 26 | 27 | 0,962 |
|                   | 5.   | BUSK Belgrado      | 4  | 10 | 1 | 2 | 7 | 11 | 38 | 0,289 |
|                   | 6.   | Slavija Belgrado   | 1  | 10 | 0 | 1 | 9 | 12 | 58 | 0,206 |
| Fonte: exyufudbal |      |                    |    |    |   |   |   |    |    |       |

|                   | Jug  | BSK  | Jed  | Sok  | BUS  | Sla  |
| ----------------- | ---- | ---- | ---- | ---- | ---- | ---- |
| Jugoslavija       | –––– | 2-0  | 6-0  | 5-0  | 8-2  | 10-1 |
| BSK               | 3-2  | –––– | 4-1  | 4-1  | 5-0  | 5-2  |
| Jedinstvo         | 1-2  | 1-4  | –––– | 4-2  | 3-1  | 4-3  |
| Soko              | 0-5  | 1-4  | 2-1  | –––– | 3-3  | 2-0  |
| BUSK              | 0-4  | 0-3  | 1-2  | 1-7  | –––– | 3-2  |
| Slavija           | 1-10 | 0-10 | 2-5  | 0-8  | 1-1  | –––– |
| Fonte: exyufudbal |      |      |      |      |      |      |

### Sarajevo
|                   | Pos. | Squadra           | Pt | G  | V | N | P | GF | GS | QR     |
| ----------------- | ---- | ----------------- | -- | -- | - | - | - | -- | -- | ------ |
|                   | 1.   | SAŠK              | 18 | 10 | 9 | 0 | 1 | 46 | 4  | 11,500 |
|                   | 2.   | Slavija           | 18 | 10 | 9 | 0 | 1 | 51 | 6  | 8,500  |
|                   | 3.   | Hajduk Sarajevo   | 12 | 10 | 6 | 0 | 4 | 26 | 15 | 1,733  |
|                   | 4.   | Željezničar       | 8  | 10 | 4 | 0 | 6 | 20 | 28 | 0,714  |
|                   | 5.   | Šparta Sarajevo   | 2  | 10 | 1 | 0 | 9 | 6  | 31 | 0,193  |
|                   | 6.   | Olimpija Sarajevo | 2  | 10 | 1 | 0 | 9 | 6  | 71 | 0,084  |
| Fonte: exyufudbal |      |                   |    |    |   |   |   |    |    |        |

|                   | SAŠ  | Sla  | Haj  | Žel  | Špa  | Oli  |
| ----------------- | ---- | ---- | ---- | ---- | ---- | ---- |
| SAŠK              | –––– | 1-0  | 5-1  | 4-0  | 5-1  | 14-0 |
| Slavija           | 1-0  | –––– | 3-1  | 6-0  | 6-0  | 11-1 |
| Hajduk            | 0-2  | 0-3  | –––– | 2-0  | 3-0  | 6-0  |
| Željezničar       | 1-7  | 3-5  | 1-2  | –––– | 2-1  | 5-0  |
| Šparta            | 0-3  | 0-3  | 0-3  | 0-3  | –––– | 4-0  |
| Olimpija          | 0-5  | 0-13 | 1-8  | 1-5  | 3-0  | –––– |
| Fonte: exyufudbal |      |      |      |      |      |      |

### Spalato

#### Città
```
Questo girone era la 
I župa
. Dopo il girone d'andata il 
Komita Omiš
 si è trasferito nel torneo provinciale e le gare rimanenti sono state date vinte agli avversari. L'HAŠK ha perso varie partite a tavolino poiché ha schierato giocatori non regolarmente tesserati.
```

|                   | Pos. | Squadra           | Pt | G | V | N | P | GF | GS | QR    |
| ----------------- | ---- | ----------------- | -- | - | - | - | - | -- | -- | ----- |
|                   | 1.   | Hajduk Spalato    | 16 | 8 | 8 | 0 | 0 | 46 | 0  | -     |
|                   | 2.   | RŠK Borac Spalato | 12 | 8 | 6 | 0 | 2 | 26 | 6  | 4,333 |
|                   | 3.   | Dalmacija Spalato | 6  | 8 | 3 | 0 | 5 | 9  | 14 | 0,642 |
|                   | 4.   | HAŠK Spalato      | 4  | 8 | 2 | 0 | 6 | 6  | 40 | 0,150 |
|                   | 5.   | Komita Omiš       | 2  | 8 | 1 | 0 | 7 | 3  | 30 | 0,100 |
| Fonte: exyufudbal |      |                   |    |   |   |   |   |    |    |       |

|                   | Haj  | Bor  | A/D  | HAŠ  | Kom  |
| ----------------- | ---- | ---- | ---- | ---- | ---- |
| Hajduk            | –––– | 3-0  | 4-0  | 24-0 | 3-0  |
| Borac             | 0-3  | –––– | 1-0  | 4-0  | 12-0 |
| Aurora/Dalmacija  | 0-3  | 0-3  | –––– | 3-0  | 3-0  |
| HAŠK              | 0-3  | 0-3  | 3-0  | –––– | 0-3  |
| Komita            | 0-3  | 0-3  | 0-3  | 0-3  | –––– |
| Fonte: exyufudbal |      |      |      |      |      |

#### Provincia
| Fase autunnale    | Data                    | Partita                               | Ris.      | Note                                                                       |
| ----------------- | ----------------------- | ------------------------------------- | --------- | -------------------------------------------------------------------------- |
| Fase autunnale    | SEMIFINALI PARROCCHIALI |                                       |           |                                                                            |
| Fase autunnale    | 02.10.1927              | Komita Omiš – Zmaj Makarska           | n.d.      | II župa – Sinj & Omiš                                                      |
| Fase autunnale    | 26.03.1928              | Junak Sinj – Sloga Sinj               | 3–0       | II župa – Sinj & Omiš                                                      |
| Fase autunnale    | 02.10.1927              | GOŠK Gruž – Građanski Dubrovnik       | 8–0       | III župa – Dubrovnik                                                       |
| Fase autunnale    | 09.10.1927              | Jug Dubrovnik – Slaven Gruda          | 3–0       | III župa – Dubrovnik                                                       |
| Fase autunnale    | 02.10.1927              | Primorac Kotor – Crnojević Bar        | 3–0       | IV župa – Boka Kotorska                                                    |
| Fase autunnale    | 02.10.1927              | Orjen Tivat – Bokelj                  | 3–0       | IV župa – Boka Kotorska                                                    |
| Fase autunnale    | 02.10.1927              | Crnogorac – Lovćen                    | 4–0       | V župa – Montenegro                                                        |
| Fase autunnale    | 02.10.1927              | Balšić – Zora                         | 3–0       | V župa – Montenegro                                                        |
| Fase autunnale    | FINALI PARROCCHIALI     |                                       |           |                                                                            |
| Fase autunnale    |                         | Non disputata                         |           | II župa – Sinj & Omiš                                                      |
| Fase autunnale    | 30.10.1927              | GOŠK Gruž – Jug Dubrovnik             | 2–0       | III župa – Dubrovnik                                                       |
| Fase autunnale    | 30.10.1927              | Primorac Kotor – Orjen Tivat          | 2–2       | IV župa – Boka Kotorska                                                    |
| Fase autunnale    | 06.11.1927              | Primorac Kotor – Orjen Tivat          | 3–0       | IV župa – Boka Kotorska                                                    |
| Fase autunnale    | 23.10.1927              | Balšić – Crnogorac                    | Int.      | V župa – Montenegro                                                        |
| Fase autunnale    | 30.10.1927              | Balšić – Crnogorac                    | 2–1       | V župa – Montenegro                                                        |
| Fase autunnale    | FASE FINALE             |                                       |           |                                                                            |
| Fase autunnale    | 20.11.1927              | Primorac Kotor – Balšić               | ?         | Eliminatoria                                                               |
| Fase autunnale    | 04.12.1927              | Balšić – GOŠK Gruž                    | ?         | Finale provinciale                                                         |
| Fase autunnale    | 13.11.1927              | Hajduk Spalato – Junak Sinj           | n.d.      | Finale I e II župa                                                         |
| Fase autunnale    | 20.11.1927              | Hajduk Spalato – campione provinciale | n.d.      | Finalissima fase autunnale                                                 |
| Fase primaverile  | Data                    | Partita                               | Ris.      | Note                                                                       |
| Fase primaverile  | SEMIFINALI PARROCCHIALI |                                       |           |                                                                            |
| Fase primaverile  | 12.02.1928              | Komita Omiš – Zmaj Makarska           | 6–0       | II župa – Sinj & Omiš                                                      |
| Fase primaverile  | 12.02.1928              | Junak Sinj – Sloga Sinj               | 3–0       | II župa – Sinj & Omiš                                                      |
| Fase primaverile  | 12.02.1928              | Jug Dubrovnik – Građanski Dubrovnik   | 3–2       | III župa – Dubrovnik                                                       |
| Fase primaverile  | 26.02.1928              | GOŠK Dubrovnik – Slaven Gruda         | 3–0       | III župa – Dubrovnik                                                       |
| Fase primaverile  | 12.02.1928              | Crnojević Bar – Orjen Tivat           | 3–0       | IV župa – Boka Kotorska                                                    |
| Fase primaverile  | 12.02.1928              | Primorac Kotor – Bokelj               | 2–1       | IV župa – Boka Kotorska                                                    |
| Fase primaverile  | 26.02.1928              | Crnogorac – Lovćen                    | 3–2       | V župa – Montenegro                                                        |
| Fase primaverile  | 12.02.1928              | Balšić – Zora                         | 2–1       | V župa – Montenegro                                                        |
| Fase primaverile  | FINALI PARROCCHIALI     |                                       |           |                                                                            |
| Fase primaverile  | 08.04.1928              | Komita Omiš – Junak Sinj              | 16–1      | II župa – Sinj & Omiš                                                      |
| Fase primaverile  | 29.04.1928              | Jug Dubrovnik – GOŠK Dubrovnik        | 0–3       | III župa – Dubrovnik                                                       |
| Fase primaverile  | 26.02.1928              | Primorac Kotor – Crnojević Bar        | 3–0       | IV župa – Boka Kotorska                                                    |
| Fase primaverile  | 11.03.1928              | Crnogorac – Balšić                    | 3–3       | V župa – Montenegro                                                        |
| Fase primaverile  | 25.03.1928              | Crnogorac – Balšić                    | 1–0       | V župa – Montenegro                                                        |
| Fase primaverile  | FASE FINALE             |                                       |           |                                                                            |
| Fase primaverile  | 08.04.1928              | Primorac Kotor – Crnogorac            | 0–0 (dts) | Finale della Banovina della Zeta                                           |
| Fase primaverile  | 08.04.1928              | Primorac Kotor – Crnogorac            | 3–4       | Finale della Banovina della Zeta (ripetizione)                             |
| Fase primaverile  | 06.05.1928              | Crnogorac – GOŠK Dubrovnik            | 3–0       | Finale provinciale                                                         |
| Fase primaverile  | 03.06.1928              | Hajduk Spalato – Komita Omiš          | 3–0       | Hajduk campione della Splitske župe                                        |
| Fase primaverile  | 07.06.1928              | Hajduk Spalato – Crnogorac            | 3–0       | Finalissima fase primaverile, Hajduk qualificato al Državno prvenstvo 1928 |
| Fonte: exyufudbal |                         |                                       |           |                                                                            |

### Skopje
```
La sottofederazione di Skopje (
Skopski loptački podsavez
) viene fondata il 18 dicembre 1927, unendo le squadre delle parrocchie di Skopje e di Bitola, prima ricadenti sotto la sottofederazione di Belgrado.
Il Babunski di 
Veles
 si è ritirato subito dopo l'inizio del torneo.
La vittoria del torneo non ha dato l'accesso al 
Državno prvenstvo 1928
.
```

|                   | Pos. | Squadra           | Pt       | G        | V        | N        | P        | GF       | GS       | QR       |
| ----------------- | ---- | ----------------- | -------- | -------- | -------- | -------- | -------- | -------- | -------- | -------- |
|                   | 1.   | Pobeda Skopje     | 11       | 8        | 4        | 3        | 1        | 20       | 10       | 2,000    |
|                   | 2.   | Gragjanski Skopje | 10       | 8        | 5        | 0        | 3        | 22       | 11       | 2,000    |
|                   | 3.   | SSK Skopje        | 9        | 8        | 4        | 1        | 3        | 17       | 21       | 0,809    |
|                   | 4.   | Sparta Skopje     | 7        | 8        | 3        | 1        | 4        | 13       | 19       | 0,684    |
|                   | 5.   | Kumanovo          | 3        | 8        | 1        | 1        | 6        | 9        | 22       | 0,409    |
|                   | 6.   | Babunski Veles    | Ritirato | Ritirato | Ritirato | Ritirato | Ritirato | Ritirato | Ritirato | Ritirato |
| Fonte: exyufudbal |      |                   |          |          |          |          |          |          |          |          |

|                   | Pob  | Gra  | SSK  | Spa  | Kum  | Bab  |
| ----------------- | ---- | ---- | ---- | ---- | ---- | ---- |
| Pobeda            | –––– | 1-3  | 1-1  | 1-1  | 2-2  | 3-0  |
| Gragjanski        | 1-3  | –––– | 0-1  | 1-3  | 4-1  | n.d. |
| SSK               | 2-4  | 0-9  | –––– | 4-2  | 1-2  | 3-0  |
| Sparta            | 0-2  | 0-3  | 2-5  | –––– | 3-2  | n.d. |
| Kumanovo          | 0-6  | 3-0  | 1-3  | 1-2  | –––– | 3-0  |
| Babunski          | n.d. | 0-3  | n.d. | 0-3  | n.d. | –––– |
| Fonte: exyufudbal |      |      |      |      |      |      |